# Városszétfolyás
Városszétfolyásnak (gyakran alkalmazott angol kifejezéssel: „urban sprawl”-nak) nevezzük azt, amikor a városok szélén szórványosan beépített, alacsony népsűrűségű, csak autóval bejárható, általában egyfunkciós lakó-, kereskedelmi- és ipari övezetek jönnek létre. A városszétfolyás jelensége nem csak  az adott agglomeráció összlakosságának növekedésétől, hanem – a funkciósűrűség csökkenése, például a lakáskörülmények javulása miatt – olyan városokban is érezhető, ahol a népesség csökken vagy stagnál (pl. Budapest). A városszétfolyás általában a szuburbanizáció, azaz a belvárosból való kiköltözés, illetve a város helyett amellé költözés következménye, bár nem minden szuburbanizáció jár városszétfolyással. 

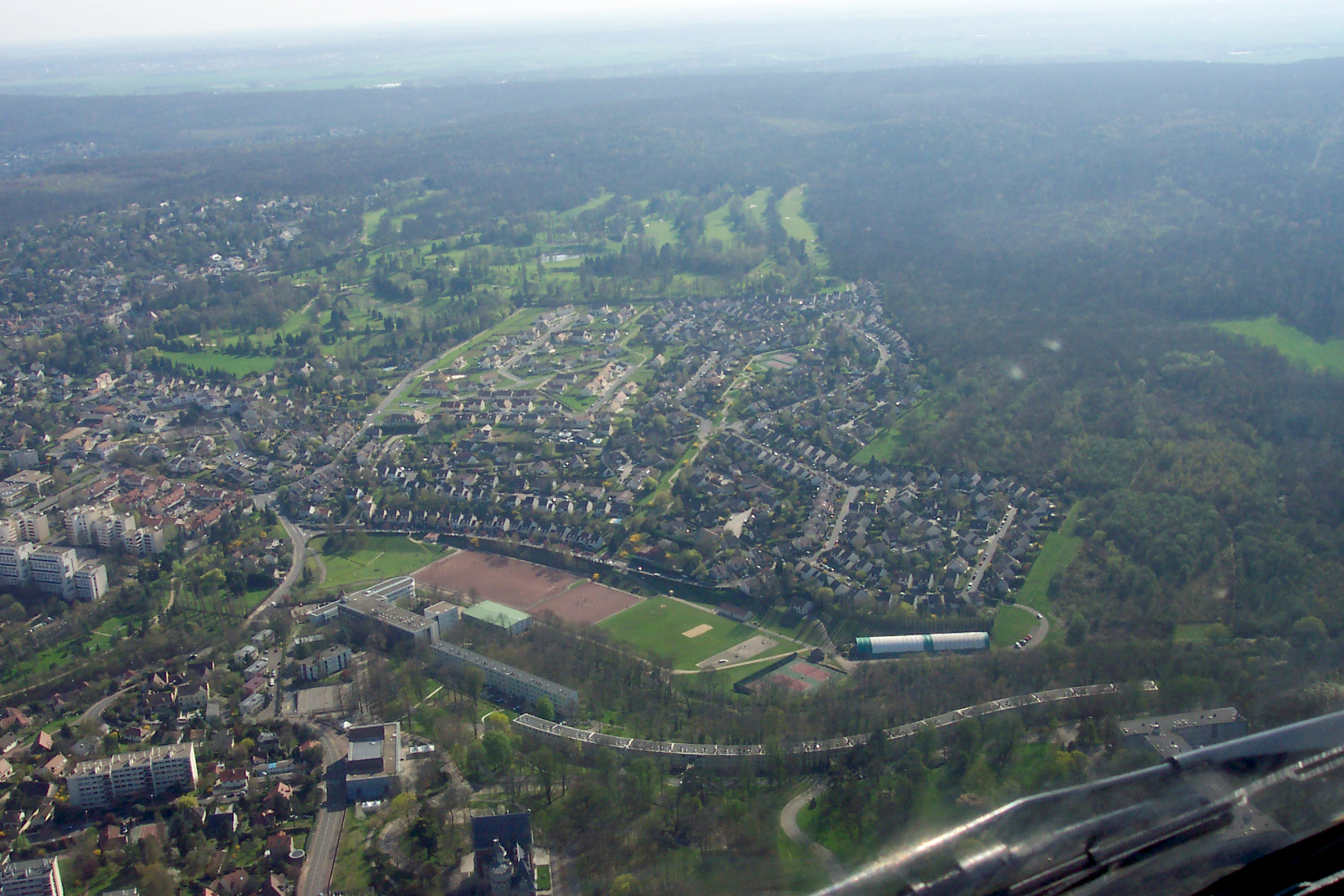
Városszétfolyás Párizs mellett

## Leírása
Az Európai Környezetvédelmi Ügynökség szerint akkor beszélhetünk városszétfolyásról, ha "a földhasználat átalakulásának és a városi célú felhasználásnak az aránya adott területen, meghatározott időszak alatt meghaladja a népességnövekedés mértékét".

### Városszétfolyás és úthálózat
A városszétfolyás előfeltétele, hogy az újonnan beépítendő területek autóval megközelíthetőek legyenek.
Az emberek átlagosan mindig ugyanannyi időt (kb. naponta egy órát) töltenek közlekedéssel (lásd Marchetti-állandó). Ezért, ha javulnak a közlekedési feltételek, pl. épül egy szélesebb, gyorsabb út, az emberek nem kevesebbet utaznak, hanem kihasználják a gyorsabb közlekedés által biztosított szélesebb célpont-választékot (olyan boltokba is elmennek, amelyeket azelőtt túl messze levőnek tartottak.) Ez magyarázza az ún. gerjesztett forgalom jelenségét, azaz azt, hogy az újonnan épített utak forgalma nagyon hamar sokkal nagyobb lesz, mint az új út által kisegített vagy kiváltott régi utak forgalma volt.
A növekvő választék forgalomnövelő hatása hosszú távon a lakhely megválasztásában is érvényesül - minél gyorsabb a közlekedés, annál messzebb költözhetnek az emberek a munkahelyüktől. Ezért az úthálózat mindenkori mérete, azaz az átlagos utazási idő alatt a városközpontból megtehető távolság jelenti a városszétfolyás elméleti határát.
A fentiekből két lényeges következtetés vonható le:
1. A városszétfolyás okozta dugókon nem lehet további utak építésével segíteni, hisz az új út csak oda vezet, hogy újabb területek épülnek be.
2. Amikor egy új út épül (pl. a távolsági közlekedés javítására), a szétfolyásveszélyes területeken vigyázni kell arra, hogy az új, jobb elérhetőségű területek lehetőleg ne épüljenek be. Ha erre nem vigyázunk, az új utat rövid idő alatt eltömi a helyi forgalom, és ez aztán a távolsági közlekedést is nehezíti.

## A városszétfolyás világszerte

### Nyugat-Európa
A CORINE felszínborítási adatbázis adataiból az látszik, hogy az EU-ban 1990 és 2000 között az akkori tagállamokban a beépített területek 5%-kal növekedtek, ami nagyjából Borsod-Abaúj-Zemplén vármegye területének felel meg. A városszétfolyás különösen az EU sűrűn lakott területein (Belgium, Hollandia, Németország déli és nyugati, illetve Olaszország északi részén, valamint a párizsi régióban), illetve az erős gazdasági növekedésű vidékein (Írországban, Portugáliában, Németország keleti részén, valamint a madridi régióban) érezhető. Erősebb a városszétfolyás az olyan területeken, ahol a várostervezési szabályozás gyenge és decentralizált. Az Európai Unió strukturális és kohéziós politikája keretében infrastrukturális beruházásokkal támogatott területek szintén erős városszétfolyást mutatnak.
Mivel az EU lakossága lényegében nem változott az elmúlt évtizedekben, a beépített területek növekedése alapvetően a városszétfolyásnak köszönhető. Ezt támasztja alá az is, hogy az elmúlt 50 évben Európában kétszeresére nőtt az egy lakosra jutó beépített terület.

## Negatív hatásai
A városszétfolyás negatív hatásai feloszthatók környezeti és társadalmi hatásokra.
Noha a városszétfolyás sok tekintetben a kertes családi ház iránti általános igény kielégítésének eredménye, mégis alapvetően káros jelenség, mivel:
- a szétszórt építkezés, a kis népsűrűség és az egyfunkciós beépítés miatt mindenki kénytelen autóval járni, ami szennyezi a levegőt és elősegíti az éghajlatváltozást;
- felemészti a városok körüli, a városlakók számára elérhető természetes környezetet;
- a gyalogjárás felszámolásával elpusztítja a városlakók közötti emberi kapcsolatokat, illetve „mozgásképtelenné” teszi a gyerekeket és az öregeket;
- a városszétfolyás nyomán keletkező többlet autóforgalom túlterheli az úthálózatot, állandósítja a forgalmi dugókat. Ezen nem lehet további utak építésével segíteni, mert az új utak megépítése önmagától (azaz a lakosság növekedése nélkül is) növeli a forgalmat, és hosszú távon erősíti a városszétfolyást. (lásd gerjesztett forgalom)

## Megakadályozása
A városszétfolyás megakadályozásában fontos szerepe lehet a belvárosok környezetbarát, kellemes életviszonyokat nyújtó fejlesztésének, ami rendszerint tudatosan gyalogos- és tömegközlekedés-központú városfejlesztést jelent. Az ilyen, a neotradicionális építészet elvei szerint épített városokat (lásd pl. Seaside, Florida) eleve úgy építik, hogy a lakók gyalogszerrel, vagy tömegközlekedéssel is elérhessék céljaikat és ne kelljen mindenhova autóval menniük. Hagyományosabb eszközökkel értek el jelentős népességmegtartó hatást hazánkban a budapesti Középső-Ferencváros, vagy a józsefvárosi Corvin-negyed városrehabilitációs akcióival.